# 波蘭化
波蘭化是指强加波蘭文化元素，特别是波兰语的一政策。在某些历史时期，在受波兰控制或受波兰影响的地区的部分非波兰人口（例如立陶宛人、烏克蘭人和白俄羅斯人）中就曾被波蘭化。